# Hellmuth Walter
Hellmuth Walter (26 de agosto de 1900 en Wedel cerca de Hamburgo - 16 de diciembre de 1980 en  Upper Montclair, Nueva Jersey) fue un ingeniero alemán pionero en la investigación de motores cohete y turbinas de gas. Sus contribuciones más notables fueron los motores de cohete para los aviones interceptores Messerschmitt Me 163 y Bachem Ba 349, unidades JATO que se utilizó en una variedad de aviones de la Luftwaffe durante la Segunda Guerra Mundial, y un revolucionario sistema de propulsión para submarinos conocidos como propulsión independiente de aire (AIP) .

## Primeros años
Walter comenzó a entrenar como maquinista en 1917 en Hamburgo y en 1921 comenzó sus estudios de ingeniería mecánica en el Instituto Técnico de Hamburgo. Se fue antes de completar estos estudios, sin embargo, con el fin de ocupar un puesto en la Stettiner Maschinenbau AG Vulcan , un importante astillero . Walter experiencia con motores marinos aquí le llevó a interesarse en la superación de algunas de las limitaciones del motor de combustión interna. Razonó que un motor alimentado por un combustible en origen ya rico en oxígeno no requiere un suministro externo de oxígeno (de la atmósfera o de tanques). Esto tiene ventajas obvias para la propulsión de submarinos y torpedos .
La investigación sugiere que el peróxido de hidrógeno era un combustible adecuado - en presencia de un catalizador adecuado se descomponen en oxígeno y vapor a alta temperatura . El calor de la reacción haría que el oxígeno y el vapor de expansión, y esto podría ser utilizado como una fuente de presión . Walter también se dio cuenta de que otro combustible puede ser inyectado en esta mezcla caliente de los gases para proporcionar la combustión y por lo tanto más energía . Patentó esta idea en 1925.

## Turbina Walter
Después de trabajar durante algún tiempo en el astillero Germaniawerft de Kiel, Walter se instaló por su cuenta en 1934 para formar su propia compañía, Hellmuth Walter Kommanditgesellschaft (HWK o Walter-Werke), con el fin de seguir la investigación y desarrollo de sus ideas. Ese mismo año, hizo una propuesta al Oberkommando der Marine (OKM - Alto Mando Naval) en la que sugiere que un submarino propulsado por uno de estos motores tendría ventajas considerables de velocidad respecto a la combinación convencional de motor diésel para navegar por superficie y eléctrico sumergido. La propuesta fue recibida con mucho escepticismo, pero Walter insistió, y en 1937 mostró sus planes a Karl Dönitz, quien fue capaz de ayudarle en la obtención de un contrato para producir un prototipo. La construcción de un pequeño submarino de investigación designado V-80 se inició en 1939. Cuando se botó en 1940, el submarino alcanzó una velocidad máxima de 23 nudos en inmersión, el doble que cualquier submarino del mundo en ese momento. A pesar de estos resultados espectaculares, los problemas de producción, suministro y manejo seguro del peróxido de hidrógeno impedido la implementación a gran escala de la revolucionaria turbina Walter. Al final, solo un puñado de submarinos alemanes Tipo XVII se construyeron con este motor, y ninguno entró en combate.

## Motores cohete
Al mismo tiempo que Walter estaba desarrollando motores de submarinos, también aplicó sus ideas a la cohetería. La mezcla de gas de alta presión creado por la rápida descomposición del peróxido de hidrógeno no solo podría ser utilizado en una turbina, pero si simplemente dirige fuera de una tobera, creado un considerable empuje. El equipo de trabajo de cohetes de Wernher von Braun en Peenemünde expresado su interés en las ideas de Walter , y en 1936 comenzó un programa de instalación de cohetes Walter en aviones. Los resultados experimentales obtenidos por von Braun creado interés entre los fabricantes de aviones alemanes, incluyendo Heinkel y Messerschmitt, y en 1939, el Heinkel He 176 se convirtió en el primer avión que voló con exclusivamente con la energía de un cohete de combustible líquido. Este tipo de motor se convirtió en la piedra angular del Messerschmitt Me 163 propulsado por cohete, unido con el revolucionario diseño del fuselaje de Alexander Lippisch. En el transcurso de la Segunda Guerra Mundial, los motores de Walter se hicieron cada vez más potentes y refinados. El diseño original de la simple descomposición del peróxido de hidrógeno se cambió para su uso como oxidante (como el tetróxido de dinitrógeno se utiliza más adelante) cuando se combina con un combustible mezcla de hidrazina/metanol designado C-Stoff. Se producían gases calientes a alta presión. Una segunda una cámara de combustión de "crucero", 400 kg de empuje, se añadió por debajo de la cámara principal para permitir un control más preciso del avión. Las versiones de este motor alimentado una variedad de aviones y misiles de los proyectos y también fue construido bajo licencia en Japón (ver HWK 109-509).
Otro motor Walter se utilizó para ayudar a despegar aviones de carga pesados (JATO/RATO). Cuando el combustible de los cohetes se había acabado, se separaba del avión y regrese a tierra en paracaídas para su reacondicionamiento y reutilización (ver HWK 109-500).
En 1945, Walter fue galardonado con la Cruz de Caballero por sus servicios durante la guerra. Como se describe en libro de Sean Longdens "T Force, the Race for Nazi War Secrets'" (T Force, la carrera por la guerra secreta nazi) El Dr. Walter fue capturado por una unidad del Ejército británico llamado T-Force en una operación 60 millas detrás de las líneas alemanas para evitar que sus investigaciones cayeran en manos de los soviéticos que avanzaban. Su fábrica fue investigado luego por la Unidad de Asalto 30, una unidad de los Royal Marines, que creada por Ian Fleming.

## Desarrollos en la Posguerra
El final de la guerra vio a todos sus materiales de investigación confiscados por el ejército británico y Walter y sus colegas llevados al Reino Unido para trabajar para la Royal Navy. Con la cooperación de Walter, uno de los submarinos alemanes de su diseño, el U-1407 fue reflotado de donde se había hundido y re-comisionado como HMS Meteorite. La Royal Navy construyó dos submarinos más utilizando motores AIP antes de abandonar la investigación a favor de la propulsión nuclear .
Le permitió regresar a Alemania en 1948, Walter trabajó para las Obras del motor de Pablo Seifert. En 1950 emigró a los Estados Unidos y se unió al Worthington Pump Corporation de Harrison, Nueva Jersey , llegando a ser vicepresidente de investigación y desarrollo. En 1956 fundó la compañía Hellmuth Walter GmbH en Kiel, y en 1967 construyó un submarino civil, temporada, con Walter propulsión.